# Флореал
Флореал (порт. Floreal) — муниципалитет в Бразилии, входит в штат Сан-Паулу. Составная часть мезорегиона Сан-Жозе-ду-Риу-Прету. Входит в экономико-статистический микрорегион Аурифлама. Население составляет 2984 человека на 2006 год. Занимает площадь 203,661 км². Плотность населения — 14,7 чел./км².

## Статистика
- Валовой внутренний продукт на 2003 составляет 31.456.048,00 реалов (данные: Бразильский институт географии и статистики).
- Валовой внутренний продукт на душу населения на 2003 составляет 10.170,08 реалов (данные: Бразильский институт географии и статистики).
- Индекс развития человеческого потенциала на 2000 составляет 0,800 (данные: Программа развития ООН).